# Clerodendrum hexangulatum
Espèce
Clerodendrum hexangulatum B.Thomas est une espèce de plantes à fleurs de la famille des Lamiacées, endémique du Cameroun.